# Corythalia locuples
Corythalia locuples là một loài nhện trong họ Salticidae.
Loài này thuộc chi Corythalia. Corythalia locuples được Eugène Simon miêu tả năm 1888.